# Emanuele Del Vecchio
Emanuele Del Vecchio (São Vicente, 24 september 1934 - Santos, 7 oktober 1995) was een Braziliaans voetballer, bekend onder zijn spelersnaam Del Vecchio.

## Biografie
Del Vecchio begon zijn carrière bij Santos en won er in 1955 en 1956 het Campeonato Paulista mee, en was in 1955 met 23 goals topschutter van deze competitie. In 1957 trok hij naar het Italiaanse Hellas Verona en scoorde 13 keer in de Serie A. Na één seizoen ging hij voor Napoli spelen en bleef daar tot 1961. Hij speelde ook nog voor Padova en Milan, waarmee hij ook de landstitel veroverde in 1962. Na een korte periode bij het Argentijnse Boca Juniors keerde hij terug naar Brazilië. Na drie jaar bij São Paulo speelde hij nog voor Bangu en Atlético Paranaense.
Hij speelde ook enkele keren voor het nationale elftal, waaronder op het Zuid-Amerikaans kampioenschap van 1956. Zijn enige goal scoorde hij in zijn eerste wedstrijd tegen Chili.
Hij werd in 1995 na een ruzie neergeschoten door de vriend van zijn dochter en overleed enkele dagen later.